# 中部地方の史跡一覧
中部地方の史跡一覧（ちゅうぶちほうのしせきいちらん）は、中部地方にある史跡を一覧形式でまとめたものである。

## 新潟県
新潟県では、29件が指定されている。

### 国指定
史跡
- 村上城跡（むらかみじょうあと）〔村上市〕1993年6月8日
- 平林城跡（ひらばやしじょうあと）〔村上市〕1978年9月18日
- 山元遺跡（やまもといせき）〔村上市〕2016年10月3日
- 奥山荘城館遺跡（おくやまのしょうじょうかんいせき）〔胎内市・新発田市〕1984年10月03日
- 菖蒲塚古墳（あやめづかこふん）〔新潟市〕1930年4月25日
- 旧新潟税関（きゅうにいがたぜいかん）〔新潟市〕1980年2月19日[1]
- 古津八幡山遺跡（ふるつはちまんやまいせき）〔新潟市〕2005年7月14日
- 小瀬ヶ沢洞窟（こせがさわどうくつ）〔東蒲原郡阿賀町〕1982年12月3日
- 室谷洞窟（むろやどうくつ）〔東蒲原郡阿賀町〕1980年2月4日
- 馬高・三十稲場遺跡（うまたか・さんじゅういなばいせき）〔長岡市〕1979年2月21日
- 八幡林官衙遺跡（はちまんばやしかんがいせき）〔長岡市〕1995年3月17日
- 藤橋遺跡（ふじはしいせき）〔長岡市〕1978年10月13日
- 荒屋遺跡（あらやいせき）〔長岡市〕2004年2月27日
- 坂戸城跡（さかどじょうあと）〔南魚沼市〕1979年3月12日
- 沖ノ原遺跡（おきのはらいせき）〔中魚沼郡津南町〕1978年5月11日
- 下谷地遺跡（しもやちいせき）〔柏崎市〕1979年6月4日
- 春日山城跡（かすがやまじょうあと）〔上越市〕1935年8月27日
- 水科古墳群（みずしなこふんぐん）〔上越市〕1976年5月6日
- 宮口古墳群（みやぐちこふんぐん）〔上越市〕1976年5月6日
- 斐太遺跡群（ひだいせきぐん）〔妙高市、上越市〕矢代川左岸の百両山・上の平・矢代山に合計71棟の竪穴建物が検出された新潟県最大の高地性環濠集落である。
  - 吹上遺跡（ふきあげいせき）
  - 斐太遺跡（ひだいせき）
  - 釜蓋遺跡（かまぶたいせき）
- 観音平・天神堂古墳群（かんのんだいら・てんじんどうこふんぐん）〔妙高市〕1978年3月24日
- 鮫ヶ尾城跡（さめがおじょうあと）〔妙高市〕2008年7月28日
- 長者ヶ原遺跡（ちょうじゃがはらいせき）〔糸魚川市〕1971年5月27日
- 寺地遺跡（てらちいせき）〔糸魚川市〕1980年12月5日
- 松本街道（まつもとかいどう）〔糸魚川市〕2002年3月19日
- 佐渡金銀山遺跡（さどきんぎんざんいせき）〔佐渡市〕1994年5月24日
- 佐渡国分寺跡（さどこくぶんじあと）〔佐渡市〕1929年12月17日
- 下国府遺跡（しもこういせき）〔佐渡市〕1976年6月21日
- 長者ヶ平遺跡（ちょうじゃがだいらいせき）〔佐渡市〕1984年7月21日

### 県指定
新潟県指定史跡については新潟県指定文化財一覧#史跡を参照のこと。

## 富山県
富山県では、20件が指定されている（2都道府県以上にまたがるもの1件を含む）。

### 国指定
史跡
- 不動堂遺跡（ふどうどういせき）〔下新川郡朝日町〕1974年12月23日
- じょうべのま遺跡（じょうべのまいせき）〔下新川郡入善町〕1979年5月14日
- 大岩日石寺石仏（おおいわにっせきじせきぶつ）〔中新川郡上市町〕1930年7月8日
- 上市黒川遺跡群（かみいちくろかわいせきぐん）〔中新川郡上市町〕2006年1月26日
  - 円念寺山経塚（えんねんじやまきょうづか）
  - 黒川上山墓跡（くろかわうえやまはかあと）
  - 伝真興寺跡（でんしんごうじあと）
- 王塚・千坊山遺跡群（おうづか・せんぼうやまいせきぐん）〔富山市〕1948年1月14日
- 北代遺跡（きただいいせき）〔富山市〕1984年1月4日
- 直坂遺跡（すぐさかいせき）〔富山市〕1981年4月11日
- 安田城跡（やすだじょうあと）〔富山市〕1981年2月23日
- 串田新遺跡（くしだしんいせき）〔射水市〕1976年9月20日
- 小杉丸山遺跡（こすぎまるやまいせき）〔射水市〕1990年3月8日
- 加賀藩主前田家墓所（かがはんしゅまえだけぼしょ）〔石川県金沢市・富山県高岡市〕2009年2月12日
- 高岡城跡（たかおかじょうあと）〔高岡市〕2015年3月10日
- 桜谷古墳（さくらだにこふん）〔高岡市〕1934年12月28日
- 朝日貝塚（あさひかいづか）〔氷見市〕1922年3月8日
- 大境洞窟住居跡（おおざかいどうくつじゅうきょあと）〔氷見市〕1922年3月8日
- 柳田布尾山古墳（やないだぬのおやまこふん）〔氷見市〕2001年1月29日
- 増山城跡（ますやまじょうあと）〔砺波市〕2009年7月23日
- 越中五箇山相倉集落（えっちゅうごかやまあいのくらしゅうらく）〔南砺市〕1970年12月4日（世界遺産「白川郷・五箇山の合掌造り集落」の構成資産）
- 越中五箇山菅沼集落（えっちゅうごかやますがぬましゅうらく）〔南砺市〕1970年12月4日（世界遺産「白川郷・五箇山の合掌造り集落」の構成資産）
- 高瀬遺跡（たかせいせき）〔南砺市〕1972年3月22日

### 県指定
富山県指定史跡については富山県指定文化財一覧#史跡を参照のこと。

## 石川県
石川県では、25件が指定されている（2都道府県以上にまたがるもの1件を含む）。

### 国指定
史跡
- 狐山古墳（きつねやまこふん）〔加賀市〕1932年4月19日
- 九谷磁器窯跡（くたにじきかまあと）〔加賀市〕1979年10月23日
- 法皇山横穴古墳（ほうおうざんおうけつこふん）〔加賀市〕1929年12月17日
- 能美古墳群（のみこふんぐん）〔能美市〕1975年3月18日 
  - 寺井山古墳群（てらいやまこふんぐん）
  - 和田山古墳群（わだやまこふんぐん）
  - 末寺山古墳群（まつじやまこふんぐん）
  - 秋常山古墳群（あきつねやまこふんぐん）
  - 西山古墳群（にしやまこふんぐん）
- 鳥越城跡 附 二曲城跡（とりごえじょうあと つけたり ふとげじょうあと）〔白山市〕1985年9月3日
- 東大寺領横江荘遺跡（とうだいじりょうよこえのしょういせき）〔白山市、金沢市〕1972年3月14日、2016年10月3日追加指定・名称変更
- 加賀藩主前田家墓所（かがはんしゅまえだけぼしょ）〔石川県金沢市・富山県高岡市〕2009年2月12日
- チカモリ遺跡（ちかもりいせき）〔金沢市〕1987年2月23日
- 御経塚遺跡（おきょうづかいせき）〔野々市市〕1977年3月8日
- 末松廃寺跡（すえまつはいじあと）〔野々市市〕1939年9月7日
- 加茂遺跡（かもいせき）〔河北郡津幡町〕
- 上山田貝塚（かみやまだかいづか）〔かほく市〕1982年3月29日
- 散田金谷古墳（さんでんかなやこふん）〔羽咋郡宝達志水町〕1982年1月16日
- 寺家遺跡（じけいせき）〔羽咋市〕
- 吉崎・次場遺跡（よしさき・すばいせき）〔羽咋市〕1983年12月15日
- 雨の宮古墳群（あめのみやこふんぐん）〔鹿島郡中能登町〕1982年10月27日
- 石動山（せきどうさん）〔鹿島郡中能登町〕1978年10月25日
- 須曽蝦夷穴古墳（すそえぞあなこふん）〔七尾市〕1981年1月27日
- 七尾城跡（ななおじょうあと）〔七尾市〕1934年12月28日
- 金沢城跡（かなざわじょうあと）〔金沢市〕2008年6月17日
- 辰巳用水附土清水塩硝蔵跡（たつみようすいつけたりつっちょうずえんしょうぐらあと）〔金沢市〕2010年2月22日
- 能登国分寺跡 附 建物群跡（のとこくぶんじあと つけたり たてものぐんあと）〔七尾市〕1974年12月23日
- 万行遺跡（まんぎょういせき）〔七尾市〕2003年8月27日
- 真脇遺跡（まわきいせき）〔鳳珠郡能登町〕1989年1月9日
- 珠洲陶器窯跡（すずとうきかまあと）〔珠洲市、鳳珠郡能登町〕2008年7月28日

### 県指定
石川県指定史跡については石川県指定文化財一覧#史跡を参照のこと。

## 福井県
福井県では、特別史跡1件を含む計24件が指定されている（2都道府県以上にまたがる史跡1件を含む）。

### 国指定
特別史跡
- 一乗谷朝倉氏遺跡（いちじょうだにあさくらしいせき）〔福井市〕1930年7月8日

史跡
- 吉崎御坊跡（よしざきごぼうあと）〔あわら市〕1975年2月13日
- 丸岡藩砲台跡（まるおかはんほうだいあと）〔坂井市〕1930年8月25日
- 六呂瀬山古墳群（ろくろせやまこふんぐん）〔坂井市〕1990年5月16日
- 松岡古墳群（まつおかこふんぐん）〔吉田郡永平寺町〕1977年12月5日
  - 手繰ヶ城山古墳（てぐりがじょうやまこふん）
  - 鳥越山古墳（とりごえやまこふん）
  - 石舟山古墳（いしふねやまこふん）
  - 二本松山古墳（にほんまつやまこふん）
- 白山平泉寺旧境内（はくさんへいせんじきゅうけいだい）〔勝山市〕1935年8月27日
- 燈明寺畷新田義貞戦歿伝説地（とうみょうじなわてにったよしさだせんぼつでんせつち）〔福井市〕1924年12月9日
- 免鳥長山古墳（めんどりながやまこふん ）〔福井市〕2008年3月28日
- 王山古墳群（おうざんこふんぐん）〔鯖江市〕1967年6月22日
- 兜山古墳（かぶとやまこふん）〔鯖江市〕1977年8月10日
- 杣山城跡（そまやまじょうあと）〔南条郡南越前町〕1934年3月12日
- 金ヶ崎城跡（かながさきじょう・かねがさきじょうあと）〔敦賀市〕1934年3月13日
- 玄藩尾城（内中尾山城）跡（げんばおじょう（うちなかおやまじょう）あと）〔福井県敦賀市・滋賀県長浜市〕1999年7月13日
- 武田耕雲斎等墓（たけだこううんさいとうのはか）〔敦賀市〕1934年12月28日
- 中郷古墳群（なかごうこふんぐん）〔敦賀市〕1988年3月23日
- 上船塚古墳（かみふなづかこふん）〔三方上中郡若狭町〕1935年12月24日
- 下船塚古墳（しもふなづかこふん）〔三方上中郡若狭町〕1935年12月24日
- 上ノ塚古墳（じょうのづかこふん）〔三方上中郡若狭町〕1935年12月24日
- 中塚古墳（なかつかこふん）〔三方上中郡若狭町〕1935年12月24日
- 西塚古墳（にしづかこふん）〔三方上中郡若狭町〕1935年12月24日
- 岡津製塩遺跡（おこづせいえんいせき）〔小浜市〕1979年5月21日
- 後瀬山城跡（のちせやまじょうあと）〔小浜市〕1997年5月23日
- 若狭国分寺跡（わかさこくぶんじあと）〔小浜市〕1976年12月23日
- 小浜藩台場跡（おばまはんだいばあと）〔大飯郡おおい町〕2001年1月29日
  - 松ヶ瀬台場跡（まつがせだいばあと）〔大飯郡おおい町〕
  - 鋸崎台場跡（のこぎりざきだいばあと）〔大飯郡おおい町〕

### 県指定
福井県指定史跡については福井県指定文化財一覧#史跡を参照のこと。

## 山梨県
山梨県では、14件が指定されている（2都道府県以上にまたがるもの1件を含む）。

### 国指定
史跡
- 富士山（ふじさん）〔山梨県富士吉田市・南都留郡富士河口湖町・静岡県富士宮市・裾野市・駿東郡小山町〕（世界遺産「富士山-信仰の対象と芸術の源泉」の構成資産）
- 勝沼氏館跡（かつぬましやかたあと）〔甲州市（旧東山梨郡勝沼町）〕
- 甲斐金山遺跡 （かいきんざんいせき）
  - 黒川金山（くろかわきんざん）〔甲州市〕
  - 中山金山（なかやまきんざん）〔南巨摩郡身延町〕
- 甲斐国分寺跡（かいこくぶんじあと）〔笛吹市国分〕
- 甲斐国分尼寺跡（かいこくぶんにじあと）〔笛吹市一宮町東原〕
- 武田氏館跡（たけだしやかたあと）〔甲府市古府中町〕（現武田神社）
- 銚子塚古墳 附 丸山塚古墳（ちょうしづかこふん つけたり まるやまづかこふん）〔甲府市（旧東八代郡中道町）〕
- 要害山（ようがいさん）〔甲府市上積翠寺町〕
- 大丸山古墳（おおまるやまこふん）〔甲府市下曽根〕
- 新府城跡（しんぷじょうあと）〔韮崎市中田町中条上野城山〕
- 白山城跡（はくさんじょうあと）〔韮崎市神山町鍋山字城山〕
- 御勅使川旧堤防（将棋頭・石積出）（みだいがわきゅうていぼう（しょうぎがしら・いしつみだし））〔韮崎市龍岡町下條南割字西原・南アルプス市有野字北新田〕 - 信玄堤
- 金生遺跡（きんせいいせき）〔北杜市（旧北巨摩郡大泉村）〕
- 谷戸城跡（やとじょうあと）〔北杜市大泉町〕
- 甲府城跡（こうふじょうあと）〔甲府市〕

### 県指定
山梨県指定史跡については山梨県指定文化財一覧#史跡を参照のこと。

## 長野県
長野県では、特別史跡1件を含む計38件が指定されている（2都道府県以上にまたがるもの1件を含む）。

### 国指定
特別史跡
- 尖石遺跡（とがりいしいせき）〔茅野市〕（尖石石器時代遺跡）

史跡
- 佐野遺跡（英語版）（さのいせき）〔下高井郡山ノ内町〕1976年12月25日
- 高梨氏館跡（たかなししやかたあと）〔中野市〕2007年2月6日
- 小林一茶旧宅（こばやしいっさきゅうたく）〔上水内郡信濃町〕1957年5月8日
- 大室古墳群（おおむろこふんぐん）〔長野市〕1997年7月28日
- 旧文武学校（きゅうぶんぶがっこう）〔長野市〕1953年3月31日
- 川柳将軍塚古墳・姫塚古墳（せんりゅうしょうぐんづかこふん・ひめづかこふん）〔長野市〕1977年7月14日
- 松代城跡 附 新御殿跡（まつしろじょうあと つけたり しんごてんあと）〔長野市〕1981年4月11日
- 松代藩主真田家墓所（まつしろはんしゅさなだけぼしょ）〔長野市〕1987年12月2日
- 埴科古墳群 （はにしなこふんぐん）1971年3月16日
  - 森将軍塚古墳（もりしょうぐんづかこふん）〔千曲市〕
  - 有明山将軍塚古墳（ありあけやましょうぐんづかこふん）〔千曲市〕
  - 倉科将軍塚古墳（くらしなしょうぐんづかこふん）〔千曲市〕
  - 土口将軍塚古墳（どぐちしょうぐんづかこふん）〔千曲市・長野市〕
- 上田城跡（うえだじょうあと）〔上田市〕1934年12月28日
- 信濃国分寺跡（しなのこくぶんじあと）〔上田市〕1930年11月19日
- 鳥羽山洞窟（とばやまどうくつ）〔上田市（旧小県郡丸子町）〕1978年1月27日
- 星糞峠黒曜石原産地遺跡（ほしくそとうげこくようせきげんさんちいせき）〔小県郡長和町（旧　長門町）〕2001年1月29日
- 中山道（なかせんどう）〔長野県小県郡長和町・木曽郡南木曽町・岐阜県中津川市・可児郡御嵩町〕1987年10月3日
- 戌立石器時代住居跡（いんだてせっきじだいじゅうきょあと）〔東御市〕1933年2月28日
- 寺ノ浦石器時代住居跡（英語版）（てらのうらせっきじだいじゅうきょあと）〔小諸市〕1933年2月28日
- 旧中込学校（きゅうなかごみがっこう）〔佐久市〕1969年4月12日
- 龍岡城跡（たつおかじょうあと）〔佐久市（旧臼田町）〕1934年5月1日
- 栃原岩陰遺跡（とちばらいわかげいせき）〔南佐久郡北相木村〕1987年5月25日
- 矢出川遺跡（やでがわいせき）〔南佐久郡南牧村〕1995年2月13日
- 大深山遺跡（おおみやまいせき）〔南佐久郡川上村〕1966年6月21日
- 弘法山古墳（こうぼうやまこふん）〔松本市〕1976年2月20日
- 松本城（まつもとじょう）〔松本市〕（国宝：松本城天守）1930年11月19日
- 小笠原氏城跡（おがさわらししろあと）〔松本市〕2017年2月9日
  - 井川城跡（いがわじょうあと）
  - 林城跡（はやしじょうあと）
- 平出遺跡（ひらいでいせき）〔塩尻市〕1952年3月29日
- 梨久保遺跡（なしくぼいせき）〔岡谷市〕1984年1月11日
- 高島藩主諏訪家墓所（たかしまはんしゅすわけぼしょ）（温泉寺 (諏訪市)墓所、頼岳寺(茅野市)墓所）〔諏訪市・茅野市〕2017年2月9日
- 星ヶ塔黒曜石原産地遺跡（ほしがとうこくようせきげんさんちいせき）〔諏訪郡下諏訪町〕2015年3月10日
- 上之段石器時代遺跡（英語版）（うえのだんせっきじだいいせき）〔茅野市〕1942年10月14日
- 駒形遺跡（こまがたいせき）〔茅野市〕1998年1月16日
- 阿久遺跡（あきゅういせき）〔諏訪郡原村〕1979年7月2日
- 井戸尻遺跡（いどじりいせき）〔諏訪郡富士見町〕1966年6月21日
- 高遠城跡（たかとおじょうあと）〔伊那市（旧高遠町）〕1973年5月26日
- 神坂峠遺跡（みさかとうげいせき）〔下伊那郡阿智村〕1981年9月4日
- 福島関跡（ふくしませきあと）〔木曽郡木曽町（旧木曽福島町）〕1979年3月13日
- 飯田古墳群（いいだこふんぐん）〔飯田市〕2016年10月3日
- 恒川官衙遺跡（英語版）（ごんがかんがいせき）〔飯田市〕2016年10月3日

### 県指定
長野県指定史跡については長野県指定文化財一覧#史跡を参照のこと。

## 岐阜県
岐阜県では、29件が指定されている（2都道府県以上にまたがるもの1件を含む）。

### 国指定
- 関ヶ原古戦場 附 徳川家康最初陣地 徳川家康最後陣地 石田三成陣地 岡山烽火場 大谷吉隆墓 東首塚 西首塚（せきがはらこせんじょう つけたりとくがわいえやすさいしょのじんち とくがわいえやすさいごのじんち いしだみつなりじんち おかやまほうかじょう おおたによしたかはか ひがしくびづか にしくびづか）〔不破郡関ケ原町〕
- 垂井一里塚（たるいいちりづか）〔不破郡垂井町〕
- 美濃国府跡（みのこくふあと）〔不破郡垂井町〕
- 昼飯大塚古墳（ひるいおおつかこふん）〔大垣市〕2000年5月19日
- 美濃国分寺跡（みのこくぶんじあと）〔大垣市〕
- 西高木家陣屋跡（にしたかぎけじんやあと）〔大垣市〕2014年10月6日
- 東町田墳墓群（ひがしちょうだふんぼぐん）〔大垣市〕2017年2月9日
- 船来山古墳群（ふなきやまこふんぐん） 〔本巣市〕2018年
- 油島千本松締切堤（あぶらじませんぼんまつしめきりづつみ）〔海津市〕
- 野古墳群（のこふんぐん）〔揖斐郡大野町〕
- 老洞・朝倉須恵器窯跡（おいぼら・あさくらすえきかまあと）〔岐阜市〕
- 加納城跡（かのうじょうあと）〔岐阜市〕
- 岐阜城跡（ぎふじょうあと）〔岐阜市〕
- 琴塚古墳（ことづかこふん）〔岐阜市〕
- 弥勒寺官衙遺跡群（みろくじかんがいせきぐん）
  - 弥勒寺官衙遺跡 （みろくじかんがいせき）〔関市〕
  - 弥勒寺跡 （みろくじあと）〔関市〕
  - 丸山古窯跡（まるやまこようせき）〔美濃市〕
  - 池尻大塚古墳（いけじりおおつかこふん）〔関市〕
- 夕田墳墓群 （ゆうだふんぼぐん）〔加茂郡富加町〕
  - 夕田茶臼山古墳
  - 蓮野1号墳
- 長塚古墳（ながつかこふん）〔可児市〕
- 美濃金山城跡（みのかねやまじょうあと）〔可児市〕
- 乙塚古墳 附 段尻巻古墳（おとづかこふん つけたり だんじりまきこふん）〔土岐市〕
- 元屋敷陶器窯跡（もとやしきとうきかまあと）〔土岐市〕
- 正家廃寺跡（しょうげはいじあと）〔恵那市〕
- 苗木城跡（なえぎじょうあと）〔中津川市〕
- 中山道（なかせんどう）〔岐阜県中津川市・可児郡御嵩町・長野県小県郡長和町・木曽郡南木曽町〕1987年10月3日
- 赤保木瓦窯跡（あかほぎかわらかまあと）〔高山市〕
- 高山陣屋跡（たかやまじんやあと）〔高山市〕
- 堂之上遺跡（どうのそらいせき）〔高山市〕
- 飛騨国分寺塔跡（ひだこくぶんじとうあと）〔高山市〕
- 江馬氏城館跡（えましじょうかんあと）〔飛騨市〕
  - 下館跡（しもやかたあと）
  - 高原諏訪城跡（たかはらすわじょうあと）
  - 土城跡（どじょうあと）
  - 寺林城跡（てらばやしじょうあと）
  - 政元城跡（まさもとじょうあと）
  - 洞城跡（ほらじょうあと）
  - 石神城跡（いしがみじょうあと）
  - 傘松城跡（からかさまつじょうあと）令和6年2月21日追加指定
- 姉小路氏城跡（あねがこうじししろあと）令和6年2月21日指定
  - 古川城跡
  - 小島城跡
  - 向小島城跡
  - 小鷹利城跡
  - 野口城跡
- 坊の塚古墳〔各務原市〕 令和6年10月11日指定
- 東氏館跡及び篠脇城跡〔郡上市〕 令和6年10月11日指定

### 県指定
岐阜県指定史跡については岐阜県指定文化財一覧#史跡を参照のこと。

## 静岡県
静岡県では、特別史跡3件を含む計46件が指定されている（2都道府県以上にまたがる史跡4件を含む）。

### 国指定
特別史跡
- 新居関跡（あらいせきあと）〔湖西市〕
- 遠江国分寺跡（とおとうみこくぶんじあと）〔磐田市〕
- 登呂遺跡（とろいせき）〔静岡市駿河区〕

史跡
- 大知波峠廃寺跡（おおちばとうげはいじあと）〔湖西市〕2001年1月29日指定
- 蜆塚遺跡（しじみづかいせき）〔浜松市〕
- 三岳城跡（みたけじょうあと）〔浜松市〕
- 旧見付学校 附 磐田文庫（きゅうみつけがっこう つけたり いわたぶんこ）〔磐田市〕
- 新豊院山古墳群（しんぽういんやまこふんぐん）〔磐田市〕
- 銚子塚古墳 附 小銚子塚古墳（ちょうしづかこふん つけたり こちょうしづかこふん）〔磐田市〕
- 御厨古墳群（みくりやこふんぐん）〔磐田市〕1999年11月19日指定
- 高天神城跡（たかてんじんじょうあと）〔掛川市〕1975年10月16日指定
- 横須賀城跡（よこすかじょうあと）〔掛川市〕
- 和田岡古墳群（わだおかこふんぐん）〔掛川市〕
- 菊川城館遺跡群（きくがわじょうかんいせきぐん）〔菊川市〕2004年9月30日指定
  - 高田大屋敷遺跡（たかだおおやしきいせき）
  - 横地氏城館跡（よこちしじょうかんあと） - 横地城跡を含む
- 島田宿大井川川越遺跡（しまだじゅくおおいがわかわごしいせき）〔島田市〕1966年8月1日指定
- 諏訪原城跡（すわはらじょうあと）〔島田市〕1975年11月25日指定
- 志太郡衙跡（しだぐんがあと）〔藤枝市〕1980年10月22日指定
- 小島陣屋跡（おじまじんやあと）〔静岡市清水区〕
- 片山廃寺跡（かたやまはいじあと）〔静岡市駿河区〕
- 久能山（くのうざん）〔静岡市駿河区〕1959年6月17日指定
- 柴屋寺庭園（さいおくじていえん）〔静岡市駿河区〕
- 賤機山古墳（しずはたやまこふん）〔静岡市葵区〕
- 東海道宇津ノ谷峠越（とうかいどううつのやとうげごえ）〔静岡市駿河区・藤枝市〕 2010年2月22日指定
- 朝鮮通信使遺跡（ちょうせんつうしんしいせき）〔広島県・岡山県・静岡県〕
  - 鞆福禅寺境内（ともふくぜんじけいだい）〔広島県福山市〕
  - 牛窓本蓮寺境内（うしまどほんれんじけいだい）〔岡山県瀬戸内市〕
  - 興津清見寺境内（おきつせいけんじけいだい）〔静岡市清水区〕
- 浅間古墳（せんげんこふん）〔富士市〕
- 大鹿窪遺跡（おおしかくぼいせき ）〔富士宮市〕
- 千居遺跡（せんごいせき）〔富士宮市〕1975年6月指定
- 富士山（ふじさん）〔山梨県富士吉田市・南都留郡富士河口湖町・鳴沢村・静岡県富士宮市・裾野市・御殿場市・:駿東郡小山町〕（「富士山―信仰の対象と芸術の源泉」の構成資産を含む）
- 興国寺城跡（こうこくじじょうあと）〔沼津市〕1995年3月17日指定
- 長浜城跡（ながはまじょうあと）〔沼津市〕1988年5月13日指定
- 休場遺跡（やすみばいせき）〔沼津市〕
- 伊豆国分寺塔跡（いずこくぶんじとうあと）〔三島市〕
- 箱根旧街道（はこねきゅうかいどう）〔静岡県三島市・田方郡函南町・神奈川県足柄下郡箱根町〕「錦田一里塚」として1922年3月8日指定、2004年10月18日史跡名称変更
- 山中城跡（やまなかじょうあと）〔三島市・田方郡函南町〕1934年1月22日指定
- 柏谷横穴群（かしやよこあなぐん）〔田方郡函南町〕
- 願成就院跡（がんじょうじゅいんあと）〔伊豆の国市〕
- 北江間横穴群（きたえまよこあなぐん）〔伊豆の国市〕
- 伝堀越御所跡（でんほりごえごしょあと）〔伊豆の国市〕1984年10月8日指定
- 韮山反射炉（にらやまはんしゃろ）〔伊豆の国市〕1922年3月8日指定（世界遺産「明治日本の産業革命遺産 製鉄・製鋼、造船、石炭産業」の構成資産）
- 韮山役所跡（にらやまやくしょあと）〔伊豆の国市〕
- 北条氏邸跡（円成寺跡）（ほうじょうしていあと（えんじょうじあと））〔伊豆の国市〕1996年9月5日指定
- 上白岩遺跡（かみしらいわいせき）〔伊豆市〕
- 玉泉寺（ぎょくせんじ）〔下田市〕
- 神子元島燈台（みこもとじまとうだい）〔下田市〕
- 了仙寺（りょうせんじ）〔下田市〕1951年6月9日指定
- 江戸城石垣石丁場跡（えどじょういしがきいしちょうばあと）〔静岡県熱海市・伊東市、神奈川県小田原市〕2016年3月1日
- 二俣城跡及び鳥羽山城跡（ふたまたじょうおよびとばやまじょうあと）〔浜松市〕2018年2月13日
  - 二俣城跡（ふたまたじょうあと）
  - 鳥羽山城跡（とばやまじょうあと）

### 県指定
静岡県指定史跡については静岡県指定文化財一覧#史跡を参照のこと。

## 愛知県
愛知県では、特別史跡1件を含む計38件が指定されている。

### 国指定
特別史跡
- 名古屋城跡（なごやじょうあと）〔名古屋市〕

史跡
- 尾張国分寺跡（おわりこくぶんじあと）〔稲沢市〕
- 冨田一里塚（とみだいちりづか）〔一宮市〕
- 青塚古墳（あおつかこふん）〔犬山市〕
- 東之宮古墳（ひがしのみやこふん）〔犬山市〕
- 大山廃寺跡（おおやまはいじあと）〔小牧市〕
- 小牧山（こまきやま）〔小牧市〕1927年10月26日
- 貝殻山貝塚（かいがらやまかいづか）〔清須市〕 - 朝日遺跡の一つ
- 大曲輪貝塚（おおぐるわかいづか）〔名古屋市〕
- 大高城跡 附 丸根砦跡 鷲津砦跡（おおだかじょうあと つけたり まるねとりであと わしづとりであと）〔名古屋市〕
- 志段味古墳群（しだみこふんぐん）〔名古屋市〕
  - 白鳥塚古墳（しらとりづかこふん）
  - 尾張戸神社古墳（おわりべじんじゃこふん）
  - 中社古墳（なかやしろこふん）
  - 南社古墳（みなみやしろこふん）
  - 志段味大塚古墳（しだみおおつかこふん）
  - 勝手塚古墳（かってづかこふん）
  - 東谷山白鳥古墳（とうごくさんしろとりこふん） - 白鳥古墳群1号墳
- 断夫山古墳（だんぷさんこふん）〔名古屋市〕
- 八幡山古墳（はちまんやまこふん）〔名古屋市〕
- 二子山古墳（ふたごやまこふん）〔春日井市〕
- 小長曽陶器窯跡（こながそとうきかまあと）〔瀬戸市〕
- 長久手古戦場 附 御旗山 首塚 色金山（ながくてこせんじょう つけたり みはたやま くびづか いろがねやま）〔長久手市〕1939年9月7日
- 桶狭間古戦場伝説地 附 戦人塚（おけはざまこせんじょうでんせつち つけたり せんにんづか）〔豊明市〕1937年12月21日
- 阿野一里塚（あのいちりづか）〔豊明市〕
- 入海貝塚（いりみかいづか）〔知多郡東浦町〕
- 舞木廃寺塔跡（まいきはいじとうあと）〔豊田市〕
- 松平氏遺跡（まつだいらしいせき）〔豊田市〕2000年2月4日
- 二子古墳（ふたごこふん）〔安城市〕
- 姫小川古墳（ひめおがわこふん）〔安城市〕
- 本證寺境内（ほんしょうじけいだい）〔安城市〕
- 大平一里塚（おおひらいちりづか）〔岡崎市〕
- 北野廃寺跡（きたのはいじあと）〔岡崎市〕
- 真宮遺跡（しんぐういせき）〔岡崎市〕
- 正法寺古墳（しょうぼうじこふん）〔西尾市〕
- 瓜郷遺跡（うりごういせき）〔豊橋市〕
- 嵩山蛇穴（すせじゃあな）〔豊橋市〕
- 馬越長火塚古墳群（まごしながひづかこふんぐん）〔豊橋市〕2016年3月1日
- 三河国分寺跡（みかわこくぶんじあと）〔豊川市〕1922年10月12日
- 三河国分尼寺跡（みかわこくぶんにじあと）〔豊川市〕1922年10月12日
- 長篠城跡（ながしのじょうあと）〔新城市〕1929年12月17日
- 伊良湖東大寺瓦窯跡（いらごとうだいじがようせき）〔田原市〕
- 大アラコ古窯跡（おおあらここようあと）〔田原市〕
- 百々陶器窯跡（どうどうとうきかまあと）〔田原市〕
- 吉胡貝塚（よしごかいづか）〔田原市〕
- 犬山城跡（いぬやまじょうあと）〔犬山市〕（国宝：犬山城天守）2018年2月13日

### 県指定
愛知県指定史跡については愛知県指定文化財一覧#史跡を参照のこと。